# Slaget vid Barnet
Slaget vid Barnet, som ägde rum 14 april 1471, var ett avgörande slag under Rosornas krig vid  Barnet, omkring 17 kilometer norr om London. 
Slaget stod mellan Edvard IV av England och Rikard Neville, earl av Warwick, tidigare vänner och allierade som avfallit på grund av att Edvard hade favoriserats sin drottning Elizabeth Woodvilles släktingar.  I oktober föregående år hade Warwick "Kungamakaren" drivit ut Edvard ur landet och ersatt honom med hans företrädare på tronen den lancastriske Henrik VI av England.  Warwick gjorde sedan misstaget att gå med på att hjälpa Ludvig XI av Frankrike med hans konflikt med hertigen av Burgund. Detta ledde till att burgunderna gav sitt stöd till Edvard, som återvände till England 14 mars 1471. De båda arméerna var lika stora, men Warwick hade räknat med stöd från sin svärson George, hertig av Clarence, som även var bror till Edvard och föredrog att enas med den senare. 
Edvard tågade till London, medan Warwick förblev i Coventry där han samlade ihop trupper. Efter att han återtagit huvudstaden, mötte sedan Edvard Warwick vid Barnet. 
På den lancastriska sidan ledde John de Vere, earl av Oxford den högra flanken John Neville, markis av Montagu mitten och Henry Holland, hertig av Exeter den vänstra. De samlades vid sidan om vägen till Barnet, med den vänstra flanken på vägen. Earlen av Warwick befann sig med reservtrupperna. .
Yorkisterna hade ställt upp sig centrerat på vägen med Edvard i mitten, hans bror Rikard (senare Rikard III) till höger och Lord Hastings till vänster.
Oxfords trupper hjälptes av sin position vilket fick tidig effekt mot de yorkistiska trupperna, men detta kompenserades av de dimmiga förhållandena som gjorde det svårt för hertigarna av Somerset och Exeter att dra nytta av den fördelen. De båda sidorna hamnade så stridslinjerna snarare var parallella med vägen än i rät vinkel mot den. Vissa av de lancastriska trupperna misstog varandra för fienden i förvirringen. Medan dimman lättade och Warwick insåg att förlusten var nära, höggs han ned då han försökte nå sin häst. Hans bror, markisen av Montagu dödades också. 
Samma dag som striden utkämpades landsteg drottning Margareta av Anjou i Weymouth och började samla trupper från Wales och Welsh Marches. Hade hon kunnat ena sina och Warwicks trupper hade det hela troligtvis slutat annorlunda. Istället kunde Edvards seger stärka honom och förbereda honom för den slutliga konfrontationen med den lancastriska kungafamiljen - Slaget vid Tewkesbury.